# Cyperus aterrimus
Cyperus aterrimus är en halvgräsart som beskrevs av Ferdinand von Hochstetter och Ernst Gottlieb von Steudel. Cyperus aterrimus ingår i släktet papyrusar, och familjen halvgräs. IUCN kategoriserar arten globalt som livskraftig. Inga underarter finns listade i Catalogue of Life.